# Olympus m:robe
Olympus m:robe är en serie mp3-spelare som tillverkades av Olympus Corp. (som normalt tillverkar systemkameror) mellan oktober 2004 och november 2005.

## MR-100
Olympus MR-100 är en svart musikspelare, högblank med vit baksida. Den har inga knappar utan är utrustad med en lysande touchpad och en LCD-skärm. Både dioderna och skärmen lyser röda. Hårddisken är på 5 gigabyte och spelaren klarar bland annat mp3, WMA och Ogg. 
Storleken är 9x5 cm och tjockleken är på drygt 1 cm. Tillbehör som tex. skyddsfodral fanns som tillval.
Ljudkvaliteten hos MR-100 och MR-500 blev prisbelönt.

## MR-500
Olympus MR-500 var den första av sitt slag- en mp3-spelare med inbyggd kamera. Kameran är av VGA-typ och spelaren består till större delen av en pekskärm i färg. Hårddiskutrymmet är på 20 gigabyte och hanterar samma format som den mindre MR-100. Tillbehören som fanns som tillval för MR-100 följde automatiskt med MR-500.
Den kan inte bara spela musik utan fungerar även som fotoalbum. En intensivt marknadsförd funktion är möjligheten att mixa sina fotografier med olika låtar.

## MR-Fxx-serien
Olympus MR-Fxx-serien består av tre stycken spelare; MR-F10, MR-F20 och MR-F30. Dessa släpptes enbart i Asien, främst i Japan. Man kunde välja mellan 512 megabyte och 1 gigabyte minne, utom på MR-F20-modellen som endast hade 512 megabyte minne. 
Till skillnad från de större spelarna MR-100 och MR-500, som sålde betydligt bättre både nationellt och internationellt sett, var dessa spelare av flashminne-typ.

## m:trip
Alla m:robe-spelarna använder sig av programmet m:trip, som har vissa likheter med Itunes, men detta program har kritiserats, bland annat på grund av filöverföringstekniken, som är via sk. synkning- att gå via m:trip är det enda sättet att kommunicera med spelaren, speciellt när det kommer till att växla information med andra datorer eftersom spelaren endast kan hålla sig till en dators m:trip och inte till flera- bland annat raderas all musik om man synkar spelaren via en annan dators m:trip, det för att hindra eventuell piratkopiering, något som inte lär vara speciellt genomtänkt eftersom det tar bort konsumentens möjlighet till att kunna använda sin m:robe som USB-minne.
Detta program stöder enbart Windows, inte Macintosh. Under den första tiden gav programmet heller inte stöd till Linux/Unix, något som senare under 2005 ändrades på grund av kritiken.

## Tillverkning
Tillverkningen av m:robe-serien började i oktober 2004. I västra delen av världen lanserades endast de större spelarna MR-100 och MR-500, medan alla spelarna inklusive MR-Fxx-serien släpptes i Asien. Smärre modifieringar bland annat av programmet m:trip genomfördes, och även vissa invärtes delar i några av spelarna byttes ut med tiden i produktionen.
I november 2005 meddelade Olympus Corp. att de skulle avsluta produktionen, troligtvis på grund av att konsumenterna lyste med sin frånvaro, och den sista produktionen ägnades till att kunna erbjuda reservdelar till de som redan köpt en spelare, i framtiden. 
Numera är m:robe-spelarna, speciellt de ur MR-Fxx-serien, mycket sällsynt förekommande och antalet exemplar i nyskick är närmast obefintligt. På auktionssidor på internet är de dock eftertraktade och privatpersoner betalar för de spelare i gott skick som finns, för mycket höga summor.